# Voje (priimek)
Voje je priimek več znanih Slovencev:
- Andrej Voje (*1969), podvodni fotograf
- Gregor Voje, glasbenik (dirigent, organist, zborovodja)
- Ignacij Voje (*1926), zgodovinar, univerzitetni profesor
- Matej Voje, pevec basist (mdr. Slovenski oktet), organist, glasbeni pedagog, zborovodja
- Minca Voje, zdravnica anesteziologinja in reanimatologinja